# Oscar Roth
Oscar Roth (* 16. November 1910 in Wien; † 16. Januar 1981) war ein österreichischer Mediziner und US-amerikanischer medizinischer Offizier der Armee.

## Leben
Roth wurde als Sohn ungarischer Emigranten geboren. Er studierte Medizin an der Wiener Universität, heiratete eine Kommilitonin und emigrierte 1938 in die USA.
Bei seiner Einbürgerung im Mai 1944 trat er dem US-amerikanischen Militär bei und kam daraufhin als medizinischer Offizier über Frankreich nach Deutschland und Österreich, wo er zu den ersten gehörte, die die Konzentrationslager Mauthausen und Gusen nach ihrer Befreiung betraten.
Roth machte viele Aufnahmen von den Konzentrationslagern und den ehemaligen Gefangenen, die er in einem mit Kommentaren versehenen Album zusammenfasste. Darüber hinaus zeichnete er auch Protokolle auf und übersetzte sie. Nach seinem Tod stiftete seine Frau der Yale-Universität eine Kopie des Albums.